# 荒木とよひさ
荒木 とよひさ（あらき とよひさ、本名：荒木 豊久、1943年9月19日 - ）は、日本のミュージシャン。

## 人物
- 旧関東州・大連の出身。敗戦で熊本に引き揚げた。
- 日本大学芸術学部を卒業、スキー部員だった。モーグルの開脚ジャンプで転倒し、右大腿骨を複雑骨折[3]。入院中に書かれた曲が「四季の歌」である。
- 1972年、「四季の歌」の作詞・作曲でデビュー。
- 演歌歌手の神野美伽は2回目の結婚における元妻。
- その後、有限会社荒木組、フォークグループ伝書鳩のメンバーとして活躍する。
- 3代目あばれはっちゃくの荒木直也は最初の妻との間に生まれた長男である。
- 2005年、紫綬褒章受章[4]。
- 2010年から2012年まで、日本作詩家協会副会長を務めた[5]。

## 主な提供楽曲

### あ行
- 愛川欽也&うつみ宮土理 ※「キンキン・ケロンパ」名義
  - 「ワン・ニャン物語」（作曲：三木たかし、編曲：大谷和夫）
- 麻生真美子&キャプテン
  - 「恋の免許証」（作曲：三木たかし）
  - 「恋の低空飛行」（作曲：馬飼野康二）
  - 「愛した男よ蝶になれ」（作曲：鈴木キサブロー）
  - 「愛はロマネスク」（作曲：Steve Benson）
  - 「真冬のビーチ・ボーイ」（作曲：馬場孝幸）
- アグネス・チャン
  - 「この身がちぎれるほどに」（作曲：三木たかし）
  - 「忘れないで」（作曲：三木たかし）
  - 「私小説」（作曲：三木たかし）
  - 「愛のゆくえに」（作曲：平尾昌晃）
  - 「心の旅人」（作曲：三木たかし）
- 麻生詩織
  - 「恋唄綴り」（作曲：堀内孝雄）
- 鴉鷺
  - 「愛のかたち」（作曲：白鳥澄夫、編曲：鴉鷺）
- 石原詢子
  - 「春の恋唄」（作曲：五木ひろし）
- 石原裕次郎
  - 「嘆きのメロディー」（作曲：三木たかし）
- 五木ひろし
  - 「雨あがり」（作曲：桜田誠一）
  - 「そして…めぐり逢い」（作曲：中村泰士）
  - 「愛のバラードを…となりで」（作曲：五木ひろし）
- 伊藤かずえ
  - 「哀愁プロフィール」（作曲：三木たかし）
  - 「風と光のスニーカー」（作曲：三木たかし）
  - 「Air-mailの最後に」（作曲：上田知華）
  - 「ファースト・ベルを聴かせて」（作曲：上田知華）
- 伊藤麻衣子
  - 「わたしの胸に」（作曲：長渕剛）
- 岩崎宏美
  - 「眠りの船」（作曲：財津和夫）
  - 「月下美人草」（作曲：三木たかし）
  - 「そばに置いて」（作曲：三木たかし）
- エンレイ
  - 「テレサの羽根」（作曲：羽場仁志）
- 大下香奈
  - 「さくらの花よ 泣きなさい」（作曲：三木たかし）
- 尾崎紀世彦
  - 「OPEN YOUR EYES FOR ME」（作曲：大野雄二）
- 小沢亜貴子 ※全作曲：杉本眞人
  - 「虹のむこうに鐘が鳴る」
  - 「八月のクリスマス」
- 太田貴子
  - 「ハートにホッチキス」（作曲：山崎稔、編曲：藤野浩一）
- 小野寺昭・篠ひろ子
  - 「北の街・恋の味」（作曲：柳和文）

### か行
- 風見慎吾
  - 「そこの彼女」（作曲：三木たかし）
  - 「涙のtake a chance」（作曲：福島邦子）
- 柏原芳恵
  - 「待ちくたびれてヨコハマ」（作曲：三木たかし）
  - 「黄昏のダイアリー」（作曲：堀内孝雄）
  - 「化石の森」（作曲：筒美京平）
- 角川博
  - 「おまもり」（作曲：三木たかし）
  - 「恋炎歌」（作曲：弦哲也）
  - 「一夜舟」（作曲：弦哲也）
  - 「船宿」（作曲：五木ひろし）
  - 「昭和情け川」（作曲：弦哲也）
  - 「蜻蛉の恋」（作曲：岡千秋）
- 角川博・沢田亜矢子
  - 「TOKYO物語」（作曲：堀井勝美）
- 加納ひろし
  - 「留萌のママ」（作曲：荒木とよひさ）
  - 「銀座」（作曲：木村好夫）
  - 「愛に背かれて」（作曲：佐瀬寿一）
  - 「青空の迷子たち」（作曲：柴田遊）
  - 「夜の雨」（作曲：聖川湧）
  - 「バラの香水」（作曲：幸耕平）
  - 「夜明けの前に」（作曲：中村泰士）
  - 「晩秋に追われて」（作曲：荒木とよひさ）
  - 「人生の楽屋」（作曲：羽場仁志）
  - 「プラットホームの人々」（作曲：羽場仁志）
  - 「ふたたびのめぐり逢い」（作曲：田尾将実）
- 唐木淳 ※全作曲：浜圭介
  - 「愛が泣いてる」
  - 「時代屋の男たち」
- 川﨑麻世
  - 「なんじゃ・もんじゃ・ドン」（作曲：馬飼野康二）
- 川中美幸
  - 「盛り場渡し舟」（作曲：浜圭介）
- 黒川泰子
  - 「つぎの秋が来るまで」（作曲：三木たかし）
- 桂銀淑
  - 「すずめの涙」（作曲：浜圭介）
  - 「悲しみの訪問者」（作曲：三木たかし）
  - 「「Yes」と答えて」（作曲：弦哲也）
- 弦哲也
  - 「夜汽車よ急げ」（作曲：弦哲也、編曲：丸山雅仁）
- ケント・ギルバート
  - 「ケンカのあとは」（作曲：三木たかし）
- 香西かおり
  - 「人形」（作曲：浜圭介）
  - 「恋草紙」（作曲：幸耕平）
  - 「契り酒」（作曲：岡千秋）
  - 「もしや…あんたが」（作曲：浜圭介）
- 小村美貴 ※全作曲：水森英夫
  - 「やっぱり大阪」
  - 「大阪のおんな」

### さ行
- 西郷輝彦
  - 「面影グラス」（作曲：三木たかし）
  - 「別れの条件」（作曲：都志見隆）
  - 「時に抱かれて」（作曲：都志見隆）
  - 「桜花のとき」（作曲：中川博之）
- 西城秀樹 ※全作曲：浜圭介
  - 「黄昏よ、そばにいて」
  - 「心の扉」
- 坂本九 ※全作曲：三木たかし
  - 「懐しきlove-song」
  - 「心の瞳」
- 里見浩太朗
  - 「微笑みかけて」（作曲：平尾昌晃）
- 佐良直美
  - 「心」（作曲：鈴木キサブロー）
  - 「YASUKOの場合」（作曲：丹羽応樹）
- 沢口靖子
  - 「さよならの恋人」（作曲：三木たかし）[2]
- 沢田美紀
  - 「タイムマシンの恋人」（作曲：鈴木邦彦）
  - 「歌姫」（作曲：都志見隆）
  - 「いつか赤いチューリップ」（作曲：Face 2 fAKE）
  - 「知りつくされて」（作曲：杉本眞人）
  - 「天国からの約束」（作曲：杉本眞人）
  - 「北陸冬物語」（作曲：杉本眞人）
- 三條正人
  - 「愛のぬけがら」（作曲：都志見隆）
- しばたはつみ
  - 「TWILIGHTたそがれ」（作曲：鈴木邦彦）
- 神野美伽
  - 「2002年ばあちゃん(ハルモニ)音頭」（作曲：サスケ、編曲：川村栄二）
- すずき円香
  - 「いつか夜汽車で…」（作曲：井上現）
  - 「陽だまり草」（作曲：井上現）
  - 「春ふたつ」（作曲：弦哲也）
- スターダストレビュー
  - 「追憶」（作曲：根本要）
- セイントフォー
  - 「ハートジャックWAR」（作曲：佐藤準）
- 瀬藤正則
  - 「月夜のうさぎ」（作曲：堀内孝雄）
- 芹洋子 ※全作曲：荒木とよひさ
  - 「四季の歌」
  - 「光の中で」（作詞：遠藤敦子）
- 神野美伽
  - 「城〜男は黙って城になれ〜」（作曲：弦哲也）
  - 「人生夜汽車」（作曲：弦哲也）
  - 「酔守唄」（作曲：都志見隆）
  - 「恋隠し」（作曲：山崎一稔）
  - 「浪花八景」（作曲：浜圭介）
  - 「恋唄流し」（作曲：市川昭介）
  - 「女もつらいよ」（作曲：聖川湧）
  - 「釜山海峡」（作曲：浜圭介）
  - 「夜桜善哉」（作曲：金賢奎）
  - 「波止場にて」（作曲：船村徹）
  - 「2002年ばあちゃん音頭」（作曲：サスケ）
  - 「浮雲ふたり」（作曲：岡千秋）
  - 「あかね雲」（作曲：岡千秋）
  - 「手紙」（作曲：宮川彬良）
  - 「めおと雲」（作曲：岡千秋）
  - 「雪簾」（作曲：岡千秋）
  - 「日本の男」（作曲：岡千秋）
  - 「番屋」（作曲：浜圭介）
  - 「ふたりの旅栞」（作曲：岡千秋）
  - 「鴎を売る女」（作曲：羽場仁志）
  - 「汽笛」（作曲：鈴木直哉）
  - 「あんたの大阪」（作曲：三木たかし）
  - 「桜みち」（作曲：弦哲也）
  - 「黒髪」（作曲：弦哲也）
  - 「おんなの波止場」（作曲：市川昭介）
  - 「北港」（作曲：弦哲也）
  - 「海猫」（作曲：弦哲也）
  - 「もう一度恋をしながら」（作曲：杉本眞人）
  - 「浮草の川」（作曲：弦哲也）
  - 「男の海峡」（作曲：弦哲也）
  - 「千年の恋歌」（作曲：弦哲也）
  - 「いちから二人」（作曲：弦哲也）
  - 「愛のワルツ」（作曲：弦哲也）
  - 「夜が泣いてる」（作曲：岡千秋）
  - 「天の意のまま」（作曲：弦哲也）
- 塩乃華織
  - 「イエスタディにつつまれて」（作曲：キダ・タロー）

### た行
- 大門正明
  - 「息子へ」（作曲：三井誠）
- 高倉一朗
  - 「さらば…侍」（作曲：都志見隆）
  - 「おんなの雨情」（作曲：荒木とよひさ）
- 髙橋真梨子
  - 「アフロディーテ」（作曲：馬飼野康二）
- 高見知佳
  - 「キャベツから恋が生まれれば」（作曲：大野克夫）
- 高山厳
  - 「化粧」（作曲：堀内孝雄）
  - 「心凍らせて」（作曲：浜圭介）
  - 「悲しみよ一粒の涙も」（作曲：浜圭介）
  - 「みんな夢・夢・夢」（作曲：浜圭介）
  - 「傷つきながら」（作曲：浜圭介）
  - 「海ほたる」（作曲：三木たかし）
  - 「人生たちのバラード」（作曲：宮川彬良）
- 田中義剛 ※全作曲：杉本真人
  - 「ゆ・う・こ」
  - 「前略おふくろ様」
- ちあきなおみ
  - 「役者」（作曲：浜圭介）
- チェリッシュ
  - 「はつかり号は北国へ」（作曲：穂口雄右）
  - 「流されて流されて」（作曲：惣領泰則）
  - 「虹色の心」（作曲：Paul Senneville）
  - 「想い出を香水のように」（作曲：三木たかし）
  - 「約束は心の中に」（作曲：馬飼野俊一）
- チョー・ヨンピル
  - 「想いで迷子」（作曲：三木たかし）
- 坪倉唯子
  - 「幸福ゲーム」（作曲：寺尾広）
- 鶴岡雅義と東京ロマンチカ
  - 「桜恋歌」（作曲：三木たかし）
  - 「空港物語り」（作曲：馬飼野康二）
  - 「100ダースの恋～アモーレ・ミオ～」（作曲：鶴岡雅義）
- テレサ・テン ※全作曲：三木たかし
  - 「つぐない」
  - 「愛人」
  - 「時の流れに身をまかせ」
  - 「スキャンダル」
  - 「別れの予感」
  - 「恋人たちの神話」
  - 「香港〜Hong Kong〜」
  - 「悲しい自由」
  - 「涙の条件」
  - 「悲しみと踊らせて」
  - 「愛の陽差し〜アモーレ・ミオ〜」
- 伝書鳩
  - 「暑中見舞」（作曲：荒木とよひさ）
  - 「路面電車」（作曲：山口ますひろ）
  - 「いつか見た青い空」（作曲：荒木とよひさ）
  - 「春暦」（作曲：小林亜星）

### な行
- 中条きよし
  - 「櫻の花のように」（作曲：三木たかし）
  - 「うしろ影」（作曲：杉本真人）
  - 「花もよう」（作曲：幸耕平）
  - 「抱擁の切れ間」（作曲：岡千秋）
  - 「夢見る夢子」（作曲：キダ・タロー）
- 中村美律子
  - 「おんなの純情」（作曲：富田梓仁）
- 新沼謙治
  - 「男の未練」（作曲：三木たかし）
  - 「幸福の坂道」（作曲：佐瀬寿一）
- 中澤ゆうこ
  - 「カラスの女房」（作曲：堀内孝雄）
  - 「純情行進曲」（作曲：堀内孝雄）
  - 「秋桜日和」（作曲：堀内孝雄）
- 中澤ゆうこ・高山厳
  - 「お台場ムーンライトセレナーデ」（作曲：平尾昌晃）
- 西田ひかる
  - 「想い出に溶けながら」（作曲：三木たかし、編曲：新川博、斉藤ノブ）
- 忍者
  - 「お祭り忍者」（作曲：原六朗、馬飼野康二）
  - 「リンゴ白書」（作曲：米山正夫、馬飼野康二）
  - 「おーい!車屋さん」（作曲：米山正夫、馬飼野康二）
  - 「男一匹 日本晴れ」（作曲：馬飼野康二）
  - 「天誅」（作曲：JULIA）
- 野口五郎
  - 「別れのエチュード」（作曲：芹澤廣明）
  - 「少し抱かれて」（作曲：筒美京平）
- 野口五郎・益田喜頓
  - 「さらば友よ-最後の握手-」（作曲：都倉俊一）
- ののちゃん（村方乃々佳） ※全作曲：馬飼野康二
  - 「ドレミのかいだん」
  - 「はんぶんごっこ」
  - 「恋したけれど」

### は行
- 橋幸夫
  - 「面影渡り鳥」（作曲：吉田正）
  - 「花火音頭」（作曲：橋幸夫）
  - 「長州にて候」（作曲：勅使原煌）
- 畑中葉子
  - 「後から前から」（作曲：佐瀬寿一）※豊兵衛名義
  - 「もっと動いて」（作曲：茅蔵人）※豊兵衛名義
- 林あさ美
  - 「つんつん津軽」（作曲：三木たかし）
  - 「ジパング」（作曲：三木たかし）
  - 「風の恋唄」（作曲：浅野佑悠輝）
- 林寛子
  - 「晴れのち曇りそして秋」（作曲：荒木とよひさ）
- 晴山さおり
  - 「一円玉の旅がらす」（作曲：弦哲也、編曲：池多孝春）
- 日野美歌
  - 「想い出グラス」（作曲：浜圭介）
  - 「乱されて」（作曲：三木たかし）
  - 「恋慕」（作曲：三木たかし）
- 日野美歌・村野武範
  - 「淋しくさせないで」（作曲：三木たかし）
- 藤圭子
  - 「天国」（作曲：三木たかし）
- 藤田まこと
  - 「月が笑ってらぁ」（作曲：堀内孝雄）
- 保科有里
  - 「神無月に抱かれて」（作曲：三木たかし）
  - 「NE-KO」（作曲：三木たかし）
  - 「赤い爪」（作曲：野口久和）
- 堀内孝雄 ※全作曲：堀内孝雄
  - 「青春追えば」
  - 「ガキの頃のように」
  - 「冗談じゃねえ」
  - 「川は泣いている」
  - 「今日も最高やねェ!」
  - 「恋文」
  - 「遠き日の少年」
  - 「影法師」
  - 「永遠に-翼をあげよう-」
  - 「夢酔枕」
  - 「酔いれんぼ」
  - 「坂道」
  - 「竹とんぼ」
  - 「続・竹とんぼ-青春のしっぽ-」
  - 「いいじゃない」
  - 「時代屋の恋」
  - 「かくれんぼ」
  - 「灯」
  - 「男が抱えた寂しさ」
  - 「旅人のように」（編曲：川村栄二）
- 堀内孝雄・五木ひろし
  - 「ふたりで竜馬をやろうじゃないか」

### ま行
- 前川清
  - 「男と女の破片」（作曲：都志見隆）
  - 「夢一秒」（作曲：都志見隆）
  - 「別れ曲でも唄って」（作曲：都志見隆）
  - 「天使のえくぼ」（作曲：近江孝彦）
  - 「愛と戯れの隣りに…」（作曲：徳久広司）
  - 「窓」（作曲：徳久広司）
  - 「黄昏の匂い」（作曲：都志見隆）
  - 「倖せの約束-男のありがとう-」（作曲：谷本新）
- 前川清・藤山直美
  - 「Love Songが聴こえない」（作曲：都志見隆）
- 前川清・石川さゆり
  - 「愛よ静かに眠れ」（作曲：都志見隆）
- 丸山和也
  - 「浪漫-さらば昨日よ-」（作曲：Face 2 fAKE）
- 美川憲一
  - 「だってさ」（作曲：中村泰士）
  - 「この青空の下で」（作曲：弦哲也）
- 南こうせつ ※全作曲：南こうせつ
  - 「夢の時間」
  - 「それを恋人と呼べば」
  - 「愛を宿して」
  - 「国境の風」
  - 「二人のラプソディ」
- 南野陽子
  - 「ダブルゲーム」（作曲：三木たかし）
- 森進一
  - 「悲しいけれど」（作曲：三木たかし）
  - 「冬の桑港」（作曲：杉本真人）
  - 「夢をつづけて」（作曲：三木たかし）
- 森昌子
  - 「哀しみ本線日本海」（作曲：浜圭介）
  - 「そして、今…悲しみの終着駅…」（作曲：浜圭介）
  - 「洗濯日和」（作曲：松本俊明）
  - 「哀しみの終着駅」（作曲：浜圭介）
- 森本英世
  - 「酔恋」（作曲：浜圭介）
  - 「ふたつの背中」（作曲：弦哲也）

### や行以降
- 八代亜紀
  - 「なみだ川」（作曲：三木たかし）
  - 「ブルーレイン大阪」（作曲：浜圭介）
  - 「新宿なみだ町」（作曲：鈴木淳）
  - 「不知火酒」（作曲：聖川湧）
  - 「不知火情話」（作曲：岡千秋）
  - 「骨までしびれるブルースを」（作曲：水森英夫）
  - 「昭和の歌など聴きながら」（作曲：徳久広司）
  - 「一枚のLP盤」（作曲：杉本眞人）
- 八代亜紀・高倉健
  - 「挽歌」（作曲：平尾昌晃）
- 八代亜紀・神野美伽・多岐川舞子・林あさ美
  - 「春夏秋冬ふられ節」（作曲：鈴木淳）
- 安田一葉
  - 「大阪BoRoRo」（作曲：鈴木直哉）
- 泰葉 ※全作曲：海老名泰葉
  - 「フライディ・チャイナタウン」
  - 「ブルーナイトブルー」
  - 「水色のワンピース」
  - 「ポール・ポーリー・ポーラ」
- 由紀さおり
  - 「愛したもうことなかれ」（作曲：森岡賢一郎）
  - 「心の家路」（作曲：南こうせつ）
  - 「赤い星 青い星〜天文カラットの星から〜」（作曲：鈴木邦彦、編曲：竜崎孝路）
- ザ・ワイルドワンズ ※全作曲：加瀬邦彦
  - 「黄昏れが海を染めても」
  - 「懐かしきラブソング」
- 和田アキ子
  - 「君が野に咲くバラなら」（作曲：三木たかし）
  - 「抱かれ上手」（作曲：：Joey Carbone、Dennis Belfield）
  - 「がんばって」（作曲：羽田一郎）
  - 「キララ・キララ・バカ」（作曲：羽場仁志）
- 浦辺粂子
  - 「わたし歌手になりましたよ」（作曲：浜圭介）
- わらべ ※全作曲：三木たかし
  - 「めだかの兄妹」
  - 「もしも明日が…。」
  - 「時計をとめて」

### アニメ・特撮ソング
アニメ
- 戦国魔神ゴーショーグン（1981年）※全作曲：あかのたちお
  - 「ゴーショーグン発進せよ」（歌：藤井健）
  - 「21Century〜銀河を越えて〜」（歌：藤井健）

- おはよう!スパンク（1981年 - 1982年）※全作曲：馬飼野康二
  - 「おはよう!スパンク」（歌：井上望）
  - 「ダ行のスパンク」（歌：つかせのりこ）
  - 「心の扉を誰かがたたく」（歌：井上望）
  - 「赤いネコタイ トラ吉さん」（歌：松金よね子）
  - 「猫に恋したヘンな犬」（歌：つかせのりこ、鶴ひろみ）
  - 「ワンダー・フルフル」（歌：井上望）
  - 「哀しみよこんにちは」（歌：井上望）

- まんが 水戸黄門（1981年 - 1982年）
  - 「ザ・チャンバラ」（作曲：土持城夫、歌：塚田三喜夫）
  - 「ビューティフル モーニング」（作曲：羽田健太郎、歌：塚田三喜夫）

- 魔法のプリンセス ミンキーモモ（1982年 - 1983年）
  - 「ラブ・ラブ・ミンキーモモ」（作曲：佐々木勉、歌：小山茉美）
  - 「ミンキーステッキドリミンパ」（作曲：佐々木勉、歌：小山茉美）
  - 「いつか王子様が……」（作曲：佐々木勉、歌：小山茉美）
  - 「Good Lookin' Tonight」（作曲：佐々木勉、歌：小山茉美）
  - 「あなたへのラブソング」（作曲：佐々木勉、歌：小山茉美）
  - 「Swing Swing 地球に」（作曲：佐々木勉、歌：ザ・ブレッスン・フォー）
  - 「パパがほんとうはサンタクロース」（作曲：岸本健介、歌：藤本房子）
  - 「夢の中の輪舞」（作曲：緑一二三、歌：志賀真理子）
  - 「オルゴールを止めないで」（作曲：緑一二三、歌：志賀真理子）

- ワンダービートS（1986年）
  - 「瞳は宇宙」（作曲：奥慶一、歌：燕奈緒美・真由美）

- アタッカーYOU!（1984年 - 1985年）
  - 「風のメモリー」（作曲：鷺巣詩郎、歌：山口益弘）

- 新まんがなるほど物語（1988年 - 1989年）※全作曲：浜口庫之助
  - 「神さまのゴミ箱」（歌：チェリッシュ）
  - 「思い出の時計」（歌：チェリッシュ）

- 魔動王グランゾート（1989年 - 1990年）
  - 「光の戦士たち」（作曲：タケカワユキヒデ、歌：鈴木けんじ）
  - 「ホロレチュチュパレロ」（作曲：小杉保夫、歌：徳垣とも子）

- コボちゃん（1992年 - 1993年）※全作曲：三木たかし
  - 「夢のおかず」（歌：チェリッシュ）
  - 「白いスニーカー」（歌：チェリッシュ）

- 鬼平（2017年）
  - 「そして‥生きなさい」（作曲：田中公平、歌：由紀さおり）

特撮
- 鳥人戦隊ジェットマン（1991年 - 1992年）※全作曲：つのごうじ
  - 「鳥人戦隊ジェットマン」（歌：影山ヒロノブ）
  - 「こころはタマゴ」（歌：影山ヒロノブ）
  - 「時を駆けて」（歌：影山ヒロノブ）
- ゴジラvsメカゴジラ、冒険！ゴジランド（1993年）
  - 悲しみのゴジラ（作曲：都志見隆、歌：ブカブカ）[2]

### その他
- 合唱「スーホの白い馬」作曲：李波
- 住友グループCMソング「夜明けの若者」（1981年-1983年）作曲：チト河内、唄：藤原誠
- 住友グループCMソング「未来の芽 大切に」（1984年-1988年）作曲：馬飼野康二、唄：岸正之
- 布亀 のCMソング「ヒヨコのヒヨコッコ」（1986年- 現在も放送中）藤本房子
- 黒木瞳座長公演「取り立てやお春」（2010年）のテーマソング「お春のYOSAKOI」（補作）
- コメリ店内ソング[注 1]「風見鶏っていいですね」[注 2] 作曲：丸山雅仁
- 西日本旅客鉄道社歌「あしたへ向って」作曲：堀内孝雄
- 東京都中央区オリジナル音頭曲「これがお江戸の盆ダンス」作曲：市川昭介
- 豆子郎テーマソング「豆子郎さん通りゃんせ」作曲：宮本光雄[6]
- ミサワホーム企業ソング「いついつまでも」作曲：クニ河内、唄：ハイ・ファイ・セット（オリジナル版）・ハンバート ハンバート（2014年版）
- 大阪芸術大学応援歌「いま君は美しい」作曲:宮川彬良

## 作曲した楽曲
- 芹洋子「四季の歌」
- 芹洋子のアルバム「四季の旅情」のうち６曲
- 大門正明「さらば我が友よ」
- 加納ひろし「晩秋に追われて」
- 一球さん（全作品、作詞：保富康午）
  - 堀江美都子「一球さん」
  - こおろぎ'73「とんでけ!カッキーン」「一球入魂」
  - 荒木とよひさ「青春の歌が聞こえる」

## 映画
- いつかA列車に乗って

## アルバム
- 作家生活45周年記念 荒木とよひさ作品集 追憶（2008年11月26日、KICS-1403～07）
- 作家生活60周年記念 空箱の詞 荒木とよひさ作品集（2023年9月13日、KICX-1173～74）

## 出演番組
- 荒木とよひさの明るく元気にヨーイドン!（CBCラジオ、土曜日）
- ノムラでノムラだ♪ EXトラ!（MBSラジオ、ゲストとして不定期ながら出演）
- 痛快あばれはっちゃく 第14話「大ヒット!カラオケ(秘)作戦」（1983年、テレビ朝日）